# ジョディ・ハミルトン
ジョディ・ハミルトン（Jody "Joe" Hamilton、本名：Joseph Nichloas Zwaduk III、1938年8月28日 - 2021年8月3日）は、アメリカ合衆国のプロレスラー。ミズーリ州セントジョセフ出身。
トム・レネストとのヒールの覆面タッグチーム、ジ・アサシンズでの活躍で知られる。義兄はミズーリ・モーラーのリングネームで活動したラリー・ハミルトン、息子はWCWやWWEでレフェリーを務めたニック・パトリック。

## 来歴
1956年、地元ミズーリのカンザスシティを本拠地とするグスト・カラスのプロモーションにおいて、リップ・ホークを相手に16歳でデビュー。キャリア初期はラリー・ハミルトンとの兄弟タッグチーム、ハミルトン・ブラザーズ（The Hamilton Brothers）で活動。WWWFの前身団体であるニューヨークのNWAキャピトル・レスリングでは、1958年5月24日にマディソン・スクエア・ガーデンのメインイベントにおいてアントニオ・ロッカ&ミゲル・ペレスと対戦。ジョディは当時19歳と9ヶ月であり、1984年11月にトンガ・キッド（サム・ファトゥ）が19歳と1ヶ月でロディ・パイパーと対戦するまで、ガーデンのメインイベントに出場した最年少のレスラーという記録を保持していた。
ラリーとのコンビを解消後、テキサス地区などへの転戦を経て、1961年よりジョージア地区において、兄ラリーともタッグを組んでいたこともあるベテランのトム・レネストとの覆面タッグチーム、ジ・アサシンズ（The Assassins）を結成。以降、同じデザインのマスクと全身タイツという両者の区別の付かないコスチュームのもと、レフェリーの目を盗んだ「すり替わり戦法」などの攪乱術を駆使して、各地のタッグマッチ戦線を席巻した。

日本にはアサシンズとしては日本プロレスに2回参戦しており、1965年9月の『ハリケーン・シリーズ』での初来日時には豊登&ジャイアント馬場、1970年6月の『第一次ゴールデン・シリーズ』での再来日時にはアントニオ猪木&吉村道明が保持していたアジアタッグ王座にそれぞれ挑戦。日本では「覆面暗殺団」の異名で呼ばれた。
タッグチームとして活動する一方、主戦場のジョージアでは1970年4月11日にアトランタにてニック・ボックウィンクルからNWAジョージアTV王座を奪取。1971年6月16日にはコロンバスにてボブ・アームストロングを破りNWAコロンバス・ヘビー級王座を獲得するなど、シングルでの実績も残している。
1971年末には単独で日本プロレスの『新春チャンピオン・シリーズ』に来日。同シリーズではザ・ストンパーをパートナーに、年明けの1972年1月5日に愛知県体育館において、新王者チームである坂口征二&吉村のアジアタッグ王座に挑戦した。同年9月開幕の『第3回NWAタッグ・リーグ戦』には素顔のジョー・ハミルトン（Joe Hamilton）として、兄ラリーとのハミルトン・ブラザーズで出場。外国側の優勝候補とされたダニー・ホッジ&ネルソン・ロイヤルを勝ち点で上回って決勝戦に進出し、日本側の坂口&高千穂明久と優勝を争った。10月3日の長崎県大村市大会では、大木金太郎のアジアヘビー級王座にも挑戦した。
1974年にレネストが引退してからは、ジ・アサシン（The Assassin）のリングネームでシングルの覆面レスラーとして活動。フロリダ地区では1976年4月13日にビル・ロビンソンを破り、NWA南部ヘビー級王座を獲得。以降もダスティ・ローデスを抗争相手に同王座を争った。ルイジアナ地区では1978年4月26日、トーナメントに優勝したとして、長く空位となっていたNWAルイジアナ・ヘビー級王座の新王者となっている。戴冠中の5月3日にはバトンルージュにおいて、ハーリー・レイスのNWA世界ヘビー級王座に挑戦した。中西部のカンザス地区では1980年1月24日、ジ・アベンジャーからNWAセントラル・ステーツ・ヘビー級王座を奪取している。
古巣のジョージア地区では1980年6月より、ランディ・コリーをアサシン2号として新生アサシンズを結成。6月8日にアトランタのオムニ・コロシアムでリッキー・スティムボート&ジェイ・ヤングブラッドのミッドアトランティック版NWA世界タッグ王座に挑戦し、6月16日にはミネソタ・レッキング・クルーのラーズ&オレイ・アンダーソンからNWAジョージア・タッグ王座を奪取。ミスター・レスリング1号&2号ともジョージア・タッグ王座を賭けた覆面タッグチーム同士の抗争を繰り広げた。
フロリダでも、コリーの前パートナーでもあったロジャー・スミスをアサシン3号としてアサシンズを再編しており、1981年3月にフロリダ版NWA北米タッグ王座の初代王者チームに認定されたが、ミスター・サイトーを替え玉として防衛戦を行っていたことが発覚してタイトルを剥奪されている。同年末にはジョージアにてマスクド・スーパースター&スーパー・デストロイヤーと覆面トリオを結成。12月25日のクリスマスにオムニ・コロシアムにおいて、アンドレ・ザ・ジャイアント、レロイ・ブラウン、ビッグ・レッドのスーパーヘビー級トリオと6人タッグマッチで対戦した。
1983年7月からはレイ・フェルナンデスを新パートナーに、ノースカロライナのミッドアトランティック地区において新生アサシンズを再々結成。11月24日の『スターケード '83』ではルーファス・R・ジョーンズ&バグジー・マグローから勝利を収めた。フェルナンデスがジミー・バリアントにマスクを剥がされて離脱すると、マネージャーのポール・ジョーンズと仲間割れして一時的にベビーフェイスに転向。1984年11月22日開催の『スターケード '84』ではバズ・タイラーと組み、イライジャ・アキーム&カリーム・モハメッドのザンブイ・エクスプレスを破っている。
キャリア末期となる1985年はアラバマのコンチネンタル・チャンピオンシップ・レスリングにおいて、ザ・フレイム（The Flame）なる別名義の覆面レスラーとして活動。トミー・リッチを相手にNWAコンチネンタル・ヘビー級王座を争い、ミスター・オリンピアやザ・バレットともマスクマン同士の抗争を展開した。
1988年の引退後は、長年の主戦場としていたジョージア州アトランタにおいて、WCWのブッキング・チームに参画。1989年からはプロレスラー養成機関であるWCWパワープラントのディレクターも務め、トレーナーのペッツ・ワトレー、マイク・グラハム、ボビー・イートンらと共に後進の指導に携わり、ダイヤモンド・ダラス・ペイジ、ケビン・ナッシュ、ビッグ・ショー、ビル・ゴールドバーグなどを輩出した。1993年から1994年にかけてはポール・オーンドーフ&ポール・ローマのタッグチーム、プリティ・ワンダフルの覆面マネージャーも務めた。1994年にはジ・アサシンとしてWCW殿堂に迎えられている。
WCW崩壊後、2005年にジョージア州マクドナウにてインディー団体のディープ・サウス・レスリングを主宰。WWEとデベロップメント契約を結び、WWEの下部組織として機能させていたが、契約解消に伴い2007年に活動を停止した。
レネストとのオリジナル・アサシンズとして、2013年にはプロフェッショナル・レスリング・ホール・オブ・フェイム、2015年にはレスリング・オブザーバー・ニュースレター・ホール・オブ・フェイムに選出され、殿堂入りを果たしている。
2021年8月3日、82歳で死去。

## 逸話
日本プロレスの『新春チャンピオン・シリーズ』開催中である1972年2月1日の愛知県西尾市大会当日、同シリーズに参戦していたルイス・ヘルナンデス（ジノ・ヘルナンデスの継父）が名古屋市内のホテルで急性心不全と心筋梗塞により死去した。アサシンBとして来日していたハミルトンは、ヘルナンデスの遺族に直接国際電話を入れて訃報を伝えた。遺族はハミルトンに対して「遺体は日本で火葬した上で帰してほしい」と告げ、ヘルナンデスは2月3日に桐ヶ谷斎場にて荼毘に付された。遺骨は当初、キング・クローとのUNヘビー級選手権を行うために翌日渡米する坂口征二が遺族に届ける予定だったが、ハミルトンが「1日でも早い方がいい」と、坂口に代わって遺骨をアメリカに直接送り届けることを名乗り出た。ハミルトンはヘルナンデスの火葬の直後、桐ヶ谷斎場から東京国際空港まで直行し、本国の遺族のもとに遺骨を届けたという。

## 獲得タイトル
ジョージア・チャンピオンシップ・レスリング
- NWAジョージアTV王座：1回[9]
- NWAコロンバス・ヘビー級王座：1回[10]
- NWA世界タッグ王座（ジョージア版）：2回（w  / トム・レネスト）[32]
- NWA南部タッグ王座（ジョージア版）：1回（w / トム・レネスト）[33]
- NWA南東部タッグ王座（ジョージア版）：5回（w / トム・レネスト）[34]
- NWAジョージア・タッグ王座：14回（w / トム・レネスト×10、ザ・プロフェッショナル、トール・タナカ、ランディ・コリー×2）[19]
- NWAメイコン・タッグ王座：2回（w / トム・レネスト）[35]

チャンピオンシップ・レスリング・フロム・フロリダ
- NWAフロリダTV王座：1回[36]
- NWA南部ヘビー級王座（フロリダ版）：2回[13]
- NWA世界タッグ王座（フロリダ版）：2回（w / トム・レネスト）[37]
- NWA USタッグ王座（フロリダ版）：2回（w / トム・レネスト）[38]
- NWA北米タッグ王座（フロリダ版）：2回（w / ロジャー・スミス）[21]

NWAトライステート
- NWAルイジアナ・ヘビー級王座：1回[14]
- NWA USタッグ王座（トライステート版）：5回（w / トム・レネスト×4、アーニー・ラッド、ジ・エンジェル）[39]

NWAオールスター・レスリング
- NWA世界タッグ王座（バンクーバー版）：1回（w / トム・レネスト）[40]
- NWAカナディアン・タッグ王座（バンクーバー版）：2回（w / トム・レネスト）[41]

ワールドワイド・レスリング・アソシエーツ
- WWA世界タッグ王座：1回（w / トム・レネスト）[42]

ワールド・チャンピオンシップ・レスリング
- IWA世界タッグ王座（オーストラリア版）：1回（w / トム・レネスト）[43]

NWAミッドアメリカ
- NWAテネシー・タッグ王座：1回（w / ロン・フラー）[44]

セントラル・ステーツ・レスリング
- NWAセントラル・ステーツ・ヘビー王座：1回[16]

コンチネンタル・チャンピオンシップ・レスリング
- NWAコンチネンタル・ヘビー王座：1回[26]

ワールド・チャンピオンシップ・レスリング
- WCW殿堂：1994年[30]